# 수단 아랍어

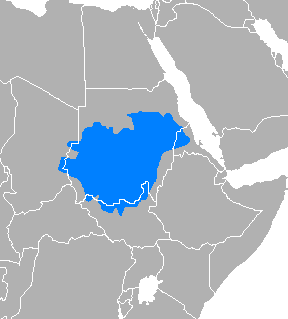
수단 아랍어의 사용지역

수단 아랍어(아랍어: لهجة سودانية)는 수단(북수단) 지역에서 사용되는 아랍어의 언어변이형이다. 에리트레아 북부의 일부 지역에서도 사용된다. 남수단에서 쓰이는 주바 아랍어와는 구분된다. 이집트 아랍어와 가까운 관계이나, 일부 음운은 이집트 아랍어보다 아라비아의 헤자즈 아랍어와 더 닮아 있다. 2015년 기준 약 3,150만 명의 화자가 있다.

## 같이 보기
- 이집트 아랍어
- 차드 아랍어